# Ekvoles (Delta) Pineiou
Ekvoles (Delta) Pineiou este o arie protejată (arie specială de conservare — SAC, sit de importanță comunitară — SCI) din Grecia întinsă pe o suprafață de 939,62 ha, integral pe uscat.

## Localizare
Centrul sitului Ekvoles (Delta) Pineiou este situat la coordonatele 37°49′32″N 21°13′49″E / 37.825597°N 21.230412°E.

## Înființare
Situl Ekvoles (Delta) Pineiou a fost declarat sit de importanță comunitară în aprilie 1997 pentru a proteja 8 specii de animale. Situl a fost protejat și ca arie specială de conservare în martie 2011.

## Biodiversitate
Situată în ecoregiunea mediteraneană, aria protejată conține 10 habitate naturale: Estuare, Vegetație anuală la limita mareei, Salicornia și alte specii anuale care populează regiunile mlăștinoase și nisipoase, Pășuni mediteraneene udate de apa mării (Juncetalia maritimi), Dune mobile cu vegetație embrionară, Depresiuni intradunale umede, Râuri mediteraneene cu debit permanent cu specii de Paspalo-Agrostidion și galerii riverane de Salix și de Populus alba, Galerii de Salix alba și de Populus alba, Păduri de Platanus orientalis și Liquidambar orientalis (Platanion orientalis), Galerii și tufărișuri riverane sudice (Nerio-Tamaricetea și Securinegion tinctoriae).
La baza desemnării sitului se află mai multe specii protejate:
- mamifere (1): vidră de râu (Lutra lutra)
- pești (4): Barbus peloponnesius, Pelasgus stymphalicus, Telestes pleurobipunctatus, Tropidophoxinellus hellenicus
- reptile (3): țestoasa de baltă (Emys orbicularis), țestoasă bănățeană (Testudo hermanni), Testudo marginata

Pe lângă speciile protejate, pe teritoriul sitului au mai fost identificate 2 specii de amfibieni, 4 specii de mamifere, 1 specie de pești, 9 specii de reptile.